# Associazione Sportiva Bari 1951-1952
Questa voce raccoglie le informazioni riguardanti l'Associazione Sportiva Bari nelle competizioni ufficiali della stagione 1951-1952.

## Stagione

### Le vicissitudini societarie e il lodo Barassi
Nell'estate del 1951 il commendator Tommaso Annoscia, deciso ad abbandonare definitivamente il mondo del Calcio, intavola con il senatore romano Renato Angiolillo trattative per la vendita dell'A.S. Bari; l'accordo fallisce a causa dalle ripetute indecisioni dei proprietari del pacchetto azionario biancorosso (sicché Angiolillo, stanco, rifiutò di continuare le trattative). "Don Tommaso" e i suoi soci abbandonano quindi l'azienda calcistica, che il Comune di Bari mette in commissariamento per evitare la scomparsa del Bari Calcio, non avendo presentato nessun altro offerte d'acquisto, e nominando un consiglio direttivo presieduto dal commissario straordinario Florenzo Brattelli, avvocato, presidente del Circolo della Vela di Bari.
Nella stagione 1951-1952, per effetto della nuova riforma dei campionati ideata dal presidente della FIGC Ottorino Barassi (che da lui prese il nome di "lodo Barassi") e pubblicata il 28 giugno 1951, per ogni girone della Serie C la prima classificata non sarà automaticamente promossa in cadetteria, mentre dalla quinta classificata in giù le formazioni saranno tutte assorbite nella nuova "IV Serie" (la riforma operava praticamente una trasformazione della terza serie a girone unico, introducendo fra questa e la Promozione regionale la IV Serie, che fu una competizione interregionale semi-professionistica); le prime classificate di ogni girone di C disputeranno un girone finale per la promozione, mentre le quarte giocheranno un "girone-salvezza".

### Il campionato
Brattelli, inesperto nella gestione di una società calcistica e affiancato da pochissimi dirigenti e collaboratori, deve badare sia al saldo dei debiti verso l'amministrazione precedente che al rinnovo dei contratti di diversi atleti della rosa. Sia pure agevolato da alcuni club e atleti con cui tratta, anche per pagamenti e ingaggi, rinfoltisce i quadri della formazione biancorossa. A grande richiesta dei tifosi torna Vincenzo Orlando; vanno via Paolo Giammarco (che negli ultimi anni non ha giocato con continuità, causa problemi fisici) e Josef Fabian. L'allenatore Raffaele Costantino viene confermato.
I galletti ottengono nelle prime nove giornate 5 vittorie e 4 pareggi, per poi subire due sconfitte consecutive, la prima a Cosenza e la seconda in casa, 1-2 nel derby contro il Lecce (con i due goal dei salentini viziati da fuorigioco e il rigore del possibile 2-2 fallito da Sabbatini); due giorni dopo quest'incontro, il 4 dicembre, Costantino viene esonerato, ufficialmente per motivi di salute (da questo momento l'allenatore barese chiude definitivamente i rapporti professionali con l'A.S. Bari); lo sostituisce il foggiano Vincenzo Marsico. Nel frattempo, nel mercato suppletivo è stato ceduto Severino Cavone. Con il tecnico dauno, fino a fine girone d'andata i biancorossi ottengono altre 4 vittorie, un pareggio (nell'ultima d'andata, 0-0 allo stadio della Vittoria con la Nissena) e una sconfitta esterna con il Foggia (1-0), per un totale di 23 punti validi per il secondo posto del girone, a 3 lunghezze dal capolista Toma Maglie allenato da Quario.
Il girone di ritorno alterna due iniziali sconfitte consecutive, di misura (1-0, rispettivamente in casa con il Benevento e a Crotone), a una serie positiva di cinque turni; lo 0-1 casalingo con la Palmese quartultima in classifica nell'8ª giornata di ritorno, apre un periodo d'alternanza fra vittorie e sconfitte, con i biancorossi battuti in tutti quattro i derby di calendario. La squadra è minata da vari infortuni, fra i quali quelli di Bretti e Meneghetti, due fra i più prolifici marcatori stagionali biancorossi. Il pubblico barese, non soddisfatto dei risultati e delle prestazioni dei galletti, li contesta sempre maggiormente. Nella prima decade di aprile Brattelli viene squalificato dalla federazione per aver criticato pubblicamente il lodo Barassi, l'11 aprile l'intero consiglio direttivo del Bari si dimette per solidarietà all'ex commissario; diventa nuovo commissario straordinario l'avvocato Francesco Saverio Lonero, che dovrà quindi formare una nuova dirigenza per l'anno successivo. L'andamento altalenante dei baresi fa perdere a questi le prime posizioni di classifica, e a seguito dell'1-3 interno a beneficio del Foggia nella 31ª giornata (quartultima di ritorno) viene licenziato anche Marsico. Con il 3-1 subìto sul campo del Marsala nella penultima giornata, i biancorossi escono matematicamente anche dalla lotta per il quarto posto (perché il Molfetta quarto in classifica e quel giorno vincente a Benevento, allunga a cinque punti il vantaggio sul Bari). Rimasto con 39 punti in sesta posizione nel girone, dopo la sconfitta 4-2 nell'ultima giornata a Caltanissetta, il Bari sarà quindi piazzato in IV Serie, pochi anni dopo soprannominata "la categoria degli umili".

## Divise
Le divise per la stagione '51-'52 sono state le seguenti:
| Prima divisa | Seconda divisa | Alternativa |

## Organigramma societario[9]
Area direttiva
- Commissario straordinario: Avv. Florenzo Brattelli fino al 9/10 aprile 1952; reggenza dott. Manfredonia 10-12 aprile 1952;[10] poi avv. Francesco Saverio Lonero.
- Accompagnatore: comm. Angelo Albanese

Area tecnica
- Direttore tecnico: Avv. Alfredo Zallone
- Direttore Sportivo: Donato Accettura
- Allenatore: Raffaele Costantino da inizio campionato fino al 4 dicembre 1951; Vincenzo Marsico fino a fine aprile 1952. Nelle ultime due giornate Ro Vittorio (uno sportivo titolare di un bar nel quartiere Libertà di Bari, già dirigente del Liberty nell'immediato dopoguerra)[10], tecnico cui non è chiara l'ufficializzazione.

## Rosa
| N. |                   | Ruolo | Calciatore          |
| -- | ----------------- | ----- | ------------------- |
|    | Italia (bandiera) | P     | Michele Cataldo     |
|    | Italia (bandiera) | P     | Manlio Grandi       |
|    | Italia (bandiera) | D     | Alvaro Bruni        |
|    | Italia (bandiera) | D     | Domenico Carofiglio |
|    | Italia (bandiera) | D     | Umberto Galetti     |
|    | Italia (bandiera) | D     | Ermes Medici        |
|    | Italia (bandiera) | C     | Ferruccio Achilli   |
|    | Italia (bandiera) | C     | Marino Brenco       |
|    | Italia (bandiera) | C     | Elio Canonico       |
|    | Italia (bandiera) | C     | Guerrino Carraro    |
|    | Italia (bandiera) | C     | Luciano Filippelli  |

| N. |                     | Ruolo | Calciatore              |
| -- | ------------------- | ----- | ----------------------- |
|    | Italia (bandiera)   | C     | Angelo Lo Vecchio Musti |
|    | Italia (bandiera)   | C     | Giovanni Mongelli       |
|    | Italia (bandiera)   | C     | Vincenzo Orlando        |
|    | Italia (bandiera)   | C     | Vinicio Sabbatini       |
|    | Italia (bandiera)   | C     | Giuseppe Santamato      |
|    | Italia (bandiera)   | C     | Luciano Soldat          |
|    | Italia (bandiera)   | C     | Ettore Trevisan         |
|    | Italia (bandiera)   | A     | Luigi Bretti            |
|    | Italia (bandiera)   | A     | Nicola Chiricallo       |
|    | Italia (bandiera)   | A     | Franco Meneghetti       |
|    | Ungheria (bandiera) | A     | Mihály Vörös            |

## Calciomercato[2]

### Sessione estiva
| Arrivi | Arrivi              | Arrivi     | Arrivi                                    |
| R.     | Nome                | da         | Modalità                                  |
| ------ | ------------------- | ---------- | ----------------------------------------- |
| P      | Manlio Grandi       | Fiorentina | prestito                                  |
| D      | Alvaro Bruni        | Fiorentina | definitivo                                |
| D      | Domenico Carofiglio | Benevento  | definitivo (350.000 lire)                 |
| D      | Ermes Medici        | Lazio      | definitivo                                |
| C      | Guerrino Carraro    | Pisa       | definitivo (ingaggio 1,8 milioni di lire) |
| C      | Giuseppe Santamato  | Seregno    | definitivo                                |
| A      | Umberto Galetti     | Lazio      | definitivo                                |
| A      | Franco Meneghetti   | -          | definitivo (ingaggio 1,5 milioni di lire) |
| A      | Vincenzo Orlando    | Livorno    | definitivo                                |

| Partenze | Partenze          | Partenze    | Partenze                  |
| R.       | Nome              | da          | Modalità                  |
| -------- | ----------------- | ----------- | ------------------------- |
| D        | Aristide Griffith | Salernitana | definitivo                |
| C        | Paolo Giammarco   | -           | svincolato                |
| C        | Elio Grani        | Torino      | fine prestito             |
| A        | Giacomo Cosmano   | Crotone     | definitivo (350.000 lire) |
| A        | Josef Fabian      | Cannes      | definitivo                |

### Sessione autunnale (Novembre)[2]
| Arrivi | Arrivi          | Arrivi  | Arrivi     |
| R.     | Nome            | da      | Modalità   |
| ------ | --------------- | ------- | ---------- |
| C      | Luciano Soldat  | Milan   | definitivo |
| C      | Ettore Trevisan | Legnano | definitivo |

| Partenze | Partenze           | Partenze    | Partenze   |
| R.       | Nome               | a           | Modalità   |
| -------- | ------------------ | ----------- | ---------- |
| P        | Antonio Cortigiano | Foggia      | definitivo |
| D        | Adone Stellin      | Toma Maglie | definitivo |
| A        | Severino Cavone    | Palo        | definitivo |

## Statistiche

### Statistiche di squadra
| Competizione | Punti | In casa | In casa | In casa | In casa | In casa | In casa | In trasferta | In trasferta | In trasferta | In trasferta | In trasferta | In trasferta | Neutro | Neutro | Neutro | Neutro | Neutro | Neutro | Totale | Totale | Totale | Totale | Totale | Totale | D.R. |
| Competizione | Punti | G       | V       | N       | P       | Gf      | Gs      | G            | V            | N            | P            | Gf           | Gs           | G      | V      | N      | P      | Gf     | Gs     | G      | V      | N      | P      | Gf     | Gs     | D.R. |
| ------------ | ----- | ------- | ------- | ------- | ------- | ------- | ------- | ------------ | ------------ | ------------ | ------------ | ------------ | ------------ | ------ | ------ | ------ | ------ | ------ | ------ | ------ | ------ | ------ | ------ | ------ | ------ | ---- |
| Campionato   | 36    | 17      | 11      | 2       | 4       | 36      | 16      | 16           | 3            | 5            | 8            | 20           | 20           | 1      | 0      | 1      | 0      | 0      | 0      | 34     | 14     | 8      | 12     | 56     | 36     | +20  |

### Statistiche dei giocatori
| Giocatore           | Serie C  | Serie C |
| Giocatore           | Presenze | Reti    |
| ------------------- | -------- | ------- |
| F. Achilli          | 8        | 0       |
| M. Brenco           | 27       | 1       |
| L. Bretti           | 32       | 13      |
| A. Bruni            | 29       | 0       |
| E. Canonico         | 28       | 3       |
| D. Carofiglio       | 3        | 0       |
| G. Carraro          | 22       | 5       |
| M. Cataldo          | 4        | -?      |
| N. Chiricallo       | 4        | 0       |
| L. Filippelli       | 24       | 0       |
| U. Galetti          | 11       | 2       |
| M. Grandi           | 29       | -?      |
| E. Medici           | 32       | 0       |
| A. Lo Vecchio Musti | 6        | 0       |
| F. Meneghetti       | 24       | 9       |
| G. Mongelli         | 4        | 0       |
| V. Orlando          | 23       | 0       |
| V. Sabbatini        | 21       | 2       |
| G. Santamato        | 2        | 0       |
| L. Soldat           | 9        | 1       |
| E. Trevisan         | 1        | 0       |
| M. Voros            | 29       | 18      |